# Лиманное (Крым)
Лима́нное (до 1948 года населенный пункт совхоза Тюп-Мама́й; укр. Лиманне, крымскотат. Tüp Mamay, Тюп Мамай) — село в Сакском районе Республики Крым, входит в состав Суворовского сельского поселения (согласно административно-территориальному делению Украины — Суворовского сельского совета Автономной Республики Крым).

## Население
| 2001 | 2014 |
| ---- | ---- |
| 224  | ↘172 |

Всеукраинская перепись 2001 года показала следующее распределение по носителям языка
| Язык             | Процент |
| ---------------- | ------- |
| русский          | 49.11   |
| крымскотатарский | 42.41   |
| украинский       | 7.59    |

### Динамика численности
- 1939 год — 24 чел.[10]
- 1989 год — 195 чел.[10]
- 2001 год — 224 чел.[11]
- 2009 год — 165 чел.[12]
- 2014 год — 172 чел.[13]

## Современное состояние
На 2016 год в Лиманном числится 3 улицы и Раздольненское шоссе; на 2009 год, по данным сельсовета, село занимало площадь 30,2 гектара, на которой в 79 дворах числилось 165 жителей.

## География
Лиманное — село в центре района, в степном Крыму, на берегу одного из западных заливов озера Сасык, высота центра села над уровнем моря — 3 м. Соседние сёла: Каменоломня в 1 км на восток и Известковое — в 0,3 км на запад, на другом берегу лимана. Расстояние до райцентра — около 23 километров (по шоссе), ближайшая железнодорожная станция — Евпатория в 8 километрах. Транспортное сообщение осуществляется по региональной автодороге 35Н-471 от шоссе 35К-015 Раздольное — Евпатория (по украинской классификации С-0-11223).

## История
Впервые в доступных источниках селение встречается в данных всесоюзной переписи населения 1939 года, согласно которым в нём проживало 24 человека. Также, как безымянный совхоз (на территории Евпаторийского района), отмечен на двухкилометровке РККА 1942 года.
После освобождения Крыма от фашистов, 12 августа 1944 года было принято постановление № ГОКО-6372с «О переселении колхозников в районы Крыма» и в сентябре 1944 года в район приехали первые новосёлы (150 семей) из Киевской и Каменец-Подольской областей, а в начале 1950-х годов последовала вторая волна переселенцев из различных областей Украины. С 25 июня 1946 года совхоз в составе Крымской области РСФСР. Указом Президиума Верховного Совета РСФСР от 18 мая 1948 года безымянный населенный пункт совхоза Тюп-Мамай Евпаторийского района переименовали в Лиманное. 26 апреля 1954 года Крымская область была передана из состава РСФСР в состав УССР. Время включения в состав Каменоломенского сельсовета пока не установлено: на 15 июня 1960 года село уже числилось в его составе. 1 января 1965 года, указом Президиума ВС УССР «О внесении изменений в административное районирование УССР — по Крымской области», Евпаторийский район был упразднён и село включили в состав Сакского (по другим данным — 11 февраля 1963 года). На 1968 год село в составе Суворовского сельсовета. По данным переписи 1989 года в селе проживало 195 человек. С 12 февраля 1991 года село в восстановленной Крымской АССР, 26 февраля 1992 года переименованной в Автономную Республику Крым. С 21 марта 2014 года в составе Крыма аннексировано Россией.